# Parafia Świętych Piotra i Pawła w Szawlach
Parafia Świętych Piotra i Pawła – prawosławna parafia w Szawlach, w dekanacie kowieńskim eparchii wileńskiej i litewskiej Rosyjskiego Kościoła Prawosławnego.

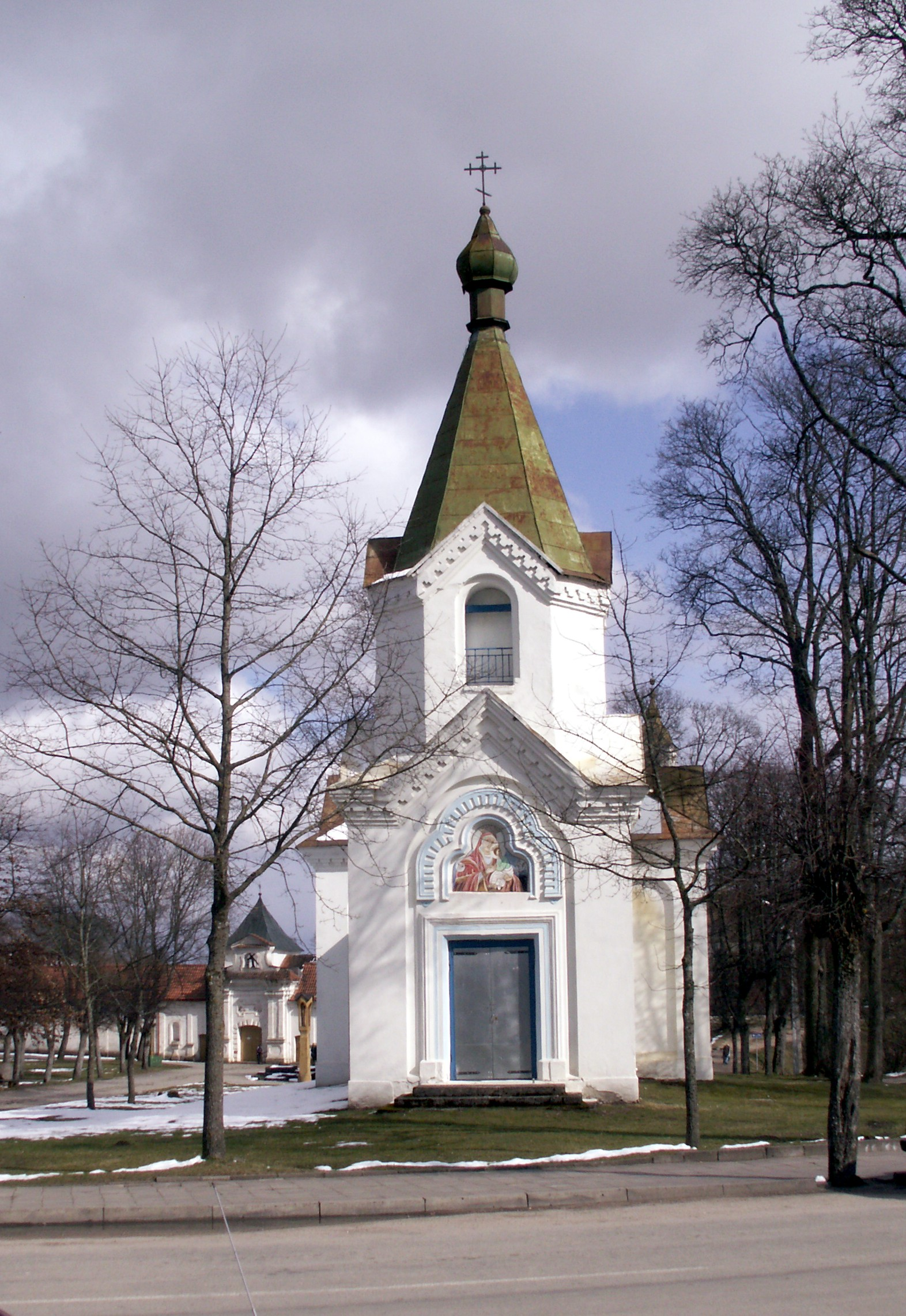
Cerkiew filialna Kazańskiej Ikony Matki Bożej w Cytowianach

## Historia
W momencie erygowania parafia w Szawlach liczyła 207 osób i nie posiadała swojej cerkwi. Prawosławni modlili się w latach 1841–1852 w domu Josifa Czarlinskiego, zaś do 1867 w kaplicy urządzonej w szkole w Szawlach. Wcześniej, po stłumieniu powstania styczniowego, carskie władze lokalne postanowiły wznieść w Szawlach wolnostojącą cerkiew, która miała być dowodem rozprzestrzeniania się prawosławia także na obszarach tradycyjnie zamieszkanych przez katolików. Dodatkowym impulsem dla budowy świątyni był stały wzrost liczby parafian, których liczba na początku lat 60. XIX wieku przekroczyła 400 osób. Cerkiew została wzniesiona w latach 1864–1867 przy głównym rynku miasta, w sąsiedztwie katolickiej katedry Świętych Apostołów Piotra i Pawła.
Równolegle z poświęceniem cerkwi w maju 1867 parafia otrzymała 200 hektarów ziemi uprawnej i 6 hektarów łąk, które zostały skonfiskowane parafii katolickiej. Władze sfinansowały również budowę dwóch drewnianych budynków mieszkalnych dla proboszcza i psalmisty. W latach 80. XIX wieku parafia w Szawlach liczyła już 583 osoby. Ze względu na systematyczny wzrost liczby wiernych w 1878 w mieście została poświęcona druga cerkiew, położona w obrębie cmentarza prawosławnego. Przed I wojną światową parafia w Szawlach liczyła 1284 osoby. W 1915 jej proboszcz udał się na bieżeństwo. W 1920 konieczne było tworzenie struktur parafii od nowa: w czasie pierwszych nabożeństw odprawianych po wojnie w cerkwi pojawiało się zaledwie kilkanaście osób. Parafia szybko jednak wróciła do stanu liczebnego sprzed bieżeństwa. 
W 1936, na polecenie władz samorządowych, cerkiew parafialna została zburzona. Parafia otrzymała za nią odszkodowanie w wysokości 30 tys. litów, które umożliwiło budowę nowej cerkwi pod tym samym wezwaniem. Przez dwa lata świątynią parafialną była cerkiew Ikony Matki Bożej „Wszystkich Strapionych Radość”, następnie w 1938 otwarto nową cerkiew. W 1947 władze stalinowskie zarejestrowały parafię, która liczyła ok. 600 osób, pozostawiając jej jednak tylko cerkiew Świętych Piotra i Pawła. Druga cerkiew w mieście została zamknięta i w ciągu kolejnych dziesięcioleci uległa całkowitej dewastacji (jej ruiny rozebrano w 2007 r.).